# Chi (tijdschrift)
Chi (Italiaans voor "wie") is een Italiaans roddelweekblad uit Milaan en onderdeel van de Mondadori-groep. Het bestaat sinds 3 maart 1995 en is eigenlijk een voortzetting van het eerdere tijdschrift Noi ("wij"). Chi besteedt aandacht aan de onderwerpen mode en gezondheid.

## Foto van prinses Diana
Het tijdschrift werd bekritiseerd vanwege de publicatie van een foto van de Britse prinses Diana terwijl ze in kritieke toestand ligt in de auto waarmee ze verongelukte. Op 31 augustus 1997 maakte zij een fatale autorit waarbij drie van de vier inzittenden om het leven kwamen. De zwart-witfoto toont Diana die zuurstof krijgt toegediend terwijl ze in het autowrak ligt. De redactie verdedigde evenwel het besluit de foto te plaatsen.

## Foto's van Kate Middleton
On 17 september 2012 publiceerde het tijdschrift niet-geautoriseerde foto's van Kate Middleton, de echtgenote van de Britse prins William. Het paar stapte daarop naar de rechter.
Op 12 februari 2013 verschenen er berichten dat het blad nog meer ongeautoriseerde foto's van Kate Middleton in bezit had gekregen, ditmaal genomen tijdens een vakantie in het Caribisch gebied terwijl zij in verwachting was. De volgende dag werden de foto's inderdaad gepubliceerd.